# 2014 QM441
2014 QM441, também escrito como 2014 QM441, é um objeto transnetuniano que está localizado no Cinturão de Kuiper, uma região do Sistema Solar. Este corpo celeste é classificado como um plutino, pois, o mesmo está em uma ressonância orbital de 2:3 com o planeta Netuno. Ele possui uma magnitude absoluta de 8,5 e tem um diâmetro estimado com 88 quilômetros.

## Descoberta
2014 QM441 foi descoberto no dia 21 de agosto de 2014 pelo The Dark Energy Survey.

## Órbita
A órbita de 2014 QM441 tem uma excentricidade de 0,283 e possui um semieixo maior de 39,678 UA. O seu periélio leva o mesmo a uma distância de 28,460 UA em relação ao Sol e seu afélio a 50,897 UA.